# Jean-Luc Picard
Jean-Luc Picard is een personage uit de sciencefictionfilm- en televisieserie Star Trek: The Next Generation.
Jean-Luc Picard wordt gespeeld door de Britse acteur Patrick Stewart.
Hij werd door Gene Roddenberry vernoemd naar de Zwitserse tweelingbroers Auguste en Jean Piccard die samen met Augustes zoon Jacques en diens zoon Bertrand belangrijke bijdragen leverden aan het onderzoeken van de aarde en diverse records op het gebied van de oceanografie en luchtvaart op hun naam hebben gezet.

## Aarde
Jean-Luc Picard werd geboren op de planeet Aarde in La Barre, Frankrijk op 13 juli 2305. Hij groeide op in het huis met wijngaarden van zijn familie. Hij besloot zich aan te melden bij de Starfleetacademie. Hij werd na zijn eerste toelatingsexamen niet aangenomen, maar een jaar later bij zijn tweede poging lukte het wel. Hij studeerde af in 2327.
Kort hierna wachtte hij op Earhart op de aankomst van het schip waarop hij zou gaan werken. Tijdens die wachtperiode raakte hij in gevecht met drie Nausicanen, waarbij hij door een van hen door het hart werd gestoken. Sindsdien loopt hij met een kunsthart rond.

## Stargazer
Picard diende als eerste officier aan boord van de USS Stargazer NCC-2893, toen hij in 2333 de plaats van zijn gedode kapitein innam. Hij zou tot 2355 kapitein van de Stargazer blijven. In dat jaar raakte hij in gevecht met een Ferengi-ruimteschip. Hij won het gevecht, maar de bemanning moest de zwaarbeschadigde Stargazer verlaten.

## Enterprise-D
In 2364 kreeg hij het commando over het nieuwe Galaxy-klasse ruimteschip USS Enterprise NCC-1701D. Tijdens zijn eerste missie naar Deneb IV kwam hij in contact met het machtige wezen Q. Dit wezen zorgde er een jaar later voor dat de Enterprise duizenden lichtjaren ver weg werd geslingerd, waar ze voor het eerst de roofzuchtige Borg ontmoetten. In 2366 werd Picard door Klingon-kanselier K'mpec aangewezen als Rechter van Opvolging, waardoor hij diens opvolger moest uitzoeken. De kandidaten waren Duras en Gowron, maar nadat Worf Duras had gedood omdat deze Worfs geliefde K'Ehleyr had vermoord, ging de macht over het Klingonrijk naar Gowron. Later dat jaar werd Picard korte tijd geassimileerd door de Borg, maar hij werd op tijd bevrijd om de Borg te kunnen verslaan.
In 2371 wordt de Enterprise betrokken bij het plan van de El-Auriaanse dr. Tolian Soran om de ster Veridian op te blazen, zodat Soran de Nexus kan binnengaan (zie Star Trek: Generations). Met hulp van de in de Nexus verblijvende kapitein James T. Kirk kan Picard Sorans plannen verijdelen. Hierbij komt Kirk te overlijden en gaat de Enterprise-D verloren.

## Enterprise-E
Op 28 oktober 2372 neemt Picard het commando van zijn nieuwe schip, de USS Enterprise NCC-1701E, op zich. In 2373 ontdekt ruimtestation Deep Space Five een Borg-Kubus op weg naar de Aarde. Hoewel de Enterprise in eerste instantie niet bij de confrontatie met de Borg betrokken is (de federatie lijkt wantrouwend tegenover het feit dat de ex-Borg Picard contact krijgt met de Borg), wordt dankzij Picard de Borg-Kubus uiteindelijk vernietigd. Na een reis naar het verleden om de acties van een Borg-tijdreisschip ongedaan te maken, zijn de Borg wederom verslagen (zie Star Trek: First Contact).
In 2375 helpt de Enterprise de Ba'ku, die van hun idyllische thuiswereld dreigen te worden verwijderd door een samenzwering van Starfleet-officieren en het buitenaardse ras de Son'a (zie Star Trek: Insurrection).
In 2379 beveelt viceadmiraal Kathryn Janeway de Enterprise om naar de thuisplaneet van het Romulaanse Rijk te gaan. Hier, op de planeet Romulus, hebben de Remans, met hulp van de Picard kloon Shinzon, de macht overgenomen van de Romulanen. Uiteindelijk blijkt Shinzon van plan de Aarde te willen vernietigen met een verboden thalaronwapen. Ten koste van Data's leven kan dit worden voorkomen (zie Star Trek: Nemesis).

## Persoonsgegevens
Jean-Luc Picards persoonlijke gegevens zijn:
- geboren: 13 juli, 2305 te La Barre, Frankrijk, Aarde
- ouders: Maurice en Yvette Picard
- broer: Robert Picard
- kinderen: Jack Crusher
- opleiding: Starfleet Academy, 2323-27
- ongehuwd
- (voormalige) partners: Miranda Vigo, Jenice Manheim, Kamala, Nella Daren, Beverly Crusher, Vash, Anij
- hobby's: muziek (hij speelt de Ressikaanse fluit), toneel en archeologie. Ook houdt hij ervan op het holodek avonturen van detective Dixon Hill te beleven.
- favoriete drank: earl grey-thee